# Adeixis insignata
Adeixis insignata là một loài bướm đêm trong họ Geometridae.